# Упасти замертво
«Упасти замертво» (англ. Drop Dead) — коротка науково-фантастична повість Кліффорда Сімака, вперше опублікована журналом «Galaxy Science Fiction» в липні 1956 року.

## Сюжет
Експедиція планетарної розвідки виявила на планеті тільки однотипні ландшафти з одним видом трави та один вид тварин — «кущезаврів», які були подібні до земних парнокопитих.
На головах у них — паростки фруктів та овочів. А в заглибинах шкіри були бджоли.
Після приземлення корабля стадо кущезаврів підійшло роздивитись його, а потім одна з тварин упала як мертва перед кораблем, а решта байдуже розійшлася.
Досвідчена команда з ботаніків, зоологів та бактеріологів почала його дослідження.
В команді був новачок — представник Інституту Безсмертя, організації, що шукала шляхи віднайти вічне життя, що пришвидшило б колонізацію людством безлічі відкритих ним планет.
Інститут був заснований після поширення легенд, що якийсь з розвідницьких кораблів знайшов безсмертя на одній з планет.
Кущезавр виявився ідеальною знахідкою для сільського господарства. Це був симбіоз багатьох видів тварин і рослин. Він давав 6 сортів мяса і риби, молоко, яйця, а також овочі та фрукти.
Така знахідка могла озолотити команду.
Але планета виглядала підозріло прибраною і оптимізованою для розведення кущезаврів; на ній не було нічого зайвого.
У кущезаврів дослідники не виявили молодняка, отже якось підтримувалась стабільна чисельність популяції.
Щоранку один із кущезаврів підходив і падав без духу перед дослідниками. Його тушу брали для продовження досліджень.
Вчені почали згодовувати кущезаврів лабораторним тваринам і від такої їжі, самопочуття тварин покращилось.
Одного дня молодий співробітник Інституту був заміченим із травинкою в зубах, за що отримав догану від досвідчених колег.
Бактеріолог виявив у кущезаврів тільки один вид бактерій, який заміняв їм мозок, нервову систему, а також відповідав за метаболізм.
Він висловив гіпотезу, про те, що бактерії є основним видом цієї планети, вони спільно утворюють єдиний мозок, який регулює популяцію кущезаврів, і взагалі, всі біологічні процеси на планеті.
Це було відкриття безсмертя, але не такого, як вони очікували.
Спеціаліста з сільського господарства турбувала відсутність захисних механізмів у кущезаврів, чи зможуть їх розводити за межами цієї планети з ідеальними умовами.
Одного дня багатотисячне стадо кущезаврів пронеслося по їхньому табору і вченим довелося рятуватися в космічному кораблі. Після набігу лабораторні тварини втекли з розтрощених кліток, а пара з них пробралась на корабель і знищила запаси продуктів команди.
Хоча до закінчення дослідів щодо безпечного споживання кущезаврів залишалось ще 3 тижні, команда вирішила харчуватися кущезаврами.
Всі, окрім спеціаліста з с/г, в якого була виразка шлунку, і він був на особливій дієті, були дуже задоволені новим меню.
Через 2 тижні стало погано співробітнику Інституту, аналіз крові показав високу концентрацію бактерій кущезаврів. Невдовзі він втік з табору.
Його не знайшли, але помітили біля табору великий кокон.
Наступного дня захворіли піддослідні тварини, вони вкрились подібними коконами, з яких вилупились маленькі кущезаври.
Став зрозумілим захисний механізм — кущезаври не намагались воювати з прибульцями, вони перетворювали їх.
Команда запропонувала фахівцю з с/г, єдиному не інфікованому бактеріями, покинути планету, але той вирішив, що перетворившись в кущезавра зможе провести щасливе майже вічне життя.